# E421 (trasa europejska)
E421 – trasa europejska biegnąca przez Niemcy, Belgię oraz Luksemburg. Zaliczana do tras kategorii B droga łączy Akwizgran z Luksemburgiem. Jej długość wynosi 173 km.

## Przebieg trasy
- Niemcy, Akwizgran E40 E314
- Belgia, Eupen E40
- Belgia, Sankt Vith E42
- Luksemburg, Luksemburg E25 E29 E44